# Iwan Mazkewitsch
Iwan Mazkewitsch (belarussisch Іван Мацкевіч; englisch Ivan Matskevich; * 8. Mai 1991 in Lepel, Belarussische SSR, Sowjetunion) ist ein belarussischer Handballspieler. Der 1,91 m große Torwart spielt seit 2022 für den griechischen Erstligisten AEK Athen und steht zudem im Aufgebot der belarussischen Nationalmannschaft.

## Karriere

### Verein
Iwan Mazkewitsch spielte zunächst in seiner Heimat bei Arkatron Minsk. 2011 nahm ihn der größere Stadtrivale SKA Minsk unter Vertrag. Mit dem Armeeklub gewann er 2012 den nationalen Pokalwettbewerb und 2013 den EHF Challenge Cup. Ab 2015 lief er für Steaua Bukarest auf. Nach zwei Jahren kehrte er nach Belarus zurück und spielt seitdem für den Serienmeister Brest GK Meschkow. Mit Brest gewann er 2018, 2019, 2020, 2021 und 2022 die Meisterschaft sowie 2018, 2020 und 2021 den Pokal. In der EHF Champions League 2020/21 erreichte er mit Brest das Viertelfinale. Seit 2022 steht er im Tor von AEK Athen, mit dem er 2023 die griechische Meisterschaft gewann.

### Nationalmannschaft
Für die belarussische A-Nationalmannschaft  bestritt Mazkewitsch seit 2009 93 Länderspiele, in denen er fünf Tore erzielte. Er stand im Aufgebot für die Europameisterschaften 2018 und 2020 sowie für die Weltmeisterschaften 2015, 2017 und 2021 (ohne Einsatz).